# Allyn River
Der Allyn River ist ein Fluss im Osten des australischen Bundesstaates New South Wales.

## Verlauf
Er entspringt unterhalb des Careys Peak im Barrington-Tops-Nationalpark. Von dort fließt er nach Süden und mündet bei Vacy in den Paterson River.
Auf seinem Lauf durchquert der Allyn River den Gondwana-Regenwald mit großen Antarktischen Buchen (Nothofagus moorei) und weiter unten den etwas niedrigeren subtropischen Lorbeerwald mit Roten Zedern (Toona cilata) und Kleinblättrigen Feigenbäumen (Ficus obliqua). Einige der Flusseichen (Casuarina cunninghamiana) sind über 50 Meter hoch. Bereits seit den 1820er-Jahren findet in diesem Gebiet Holzeinschlag statt.

### Nebenflüsse mit Mündungshöhen
- Masseys Creek – 160 m
- Chads Creek – 114 m
- Stony Creek – 86 m
- Lewinsbrook Creek – 34 m
- McIntyre Creek – 31 m
- Bucks Creek – 16 m
- Mirari Creek – 16 m[1]